# Deskry Water
Das Deskry Water ist ein Fluss in der schottischen Council Area Aberdeenshire. Sein Name leitet sich möglicherweise von gälischen Deas choire („Süd-Corrie“) ab und bezieht sich vermutlich auf einen seiner Quellbäche.

## Beschreibung
Der Fluss entspringt in den dünnbesiedelten Cairngorm Mountains an den Hängen des 871 m hohen Morven rund zehn Kilometer nördlich von Ballater. Das Deskry Water verläuft zunächst rund zehn Kilometer in nordöstlicher Richtung und bildet dann in eine weite Schleife aus um nach Westen dem Don entgegenzustreben. Nach einer Gesamtlänge von etwa 16 Kilometern mündet das Deskry Water rund elf Kilometer westlich von Glenkindie in den Don, der schließlich in Aberdeen in die Nordsee entwässert. Der Fluss nimmt auf seinem Lauf zahlreiche Bäche auf, besitzt jedoch keine nennenswerten Zuflüsse. Entlang des Flusslaufes sind keine Städte oder Ortschaften vorhanden. Lediglich einzelne Gehöfte werden passiert.

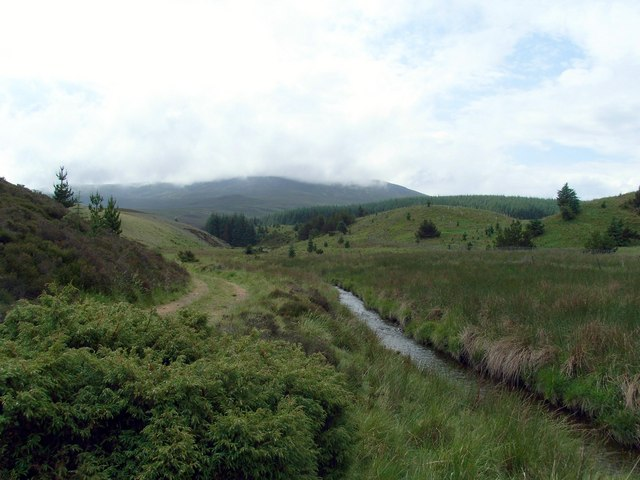
Oberlauf; im Hintergrund der Morven
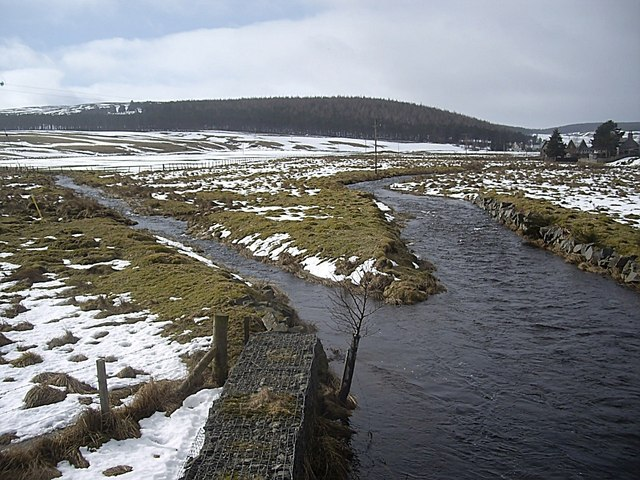
Einmündung eines Baches
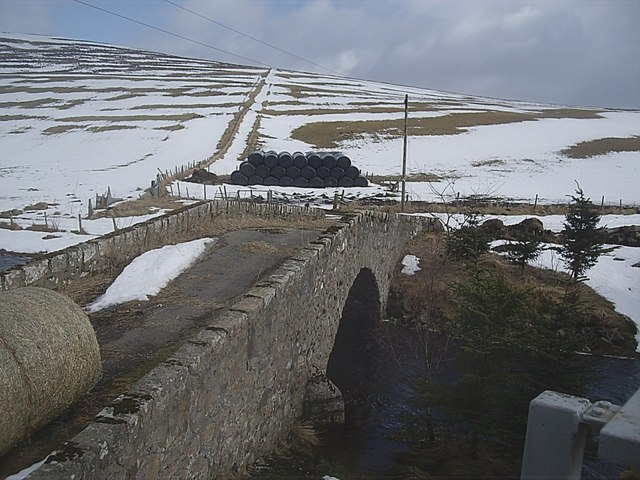
East Bridge

## Umgebung
Auf den letzten Kilometern quert die A97 das Deskry Water zwei Mal. Mit der Deskry Bridge, der Boultenstone Bridge und der East Bridge queren drei denkmalgeschützte Brücken den Fluss. Während erstere in drei Bögen das Deskry Water überspannt, besitzen die verbleibenden Brücken nur einen Bogen.